# 松田病院
'医療法人社団松愛会松田病院'（とくていいりょうほうじん しゃだんまつあいかい まつだびょういん）は、浜松市中央区にある病院である。

## 沿革
- 1986年（昭和61年） - 松田病院開設。胃腸科、肛門科設置。許可病床数54床。
- 1988年（昭和63年） - 54床の増床認可,新診療棟増築工事着工。
- 1990年（平成2年） - 医療法人社団松愛会松田病院として診療を開始。
- 1991年（平成3年） - 日本大腸肛門病学会の専門医修練施設として認定を受ける。
- 1992年（平成4年） - クローン病患者会『MC友の会』を設立。
- 1996年（平成8年） - 患者広報誌「あいあい通信」創刊。
- 1997年（平成9年） - 潰瘍性大腸炎患者会『UC患者会』を設立。
- 1998年（平成10年） - 特定医療法人認可。
- 2001年（平成13年） - 日本医療機能評価機構の病院機能評価認定。
- 2003年（平成15年） - 電子カルテ稼働開始。
- 2006年（平成18年） - 機能評価　更新認定の確定（Ver.5）。
- 2009年（平成21年） - DPC対象病院化　入院医療の包括算定開始。